# (6095) 1991 UU
A (6095) 1991 UU a Naprendszer kisbolygóövében található aszteroida. Ueda és Kaneda fedezte fel 1991. október 18-án.